# Moranila comperei
Moranila comperei är en stekelart som först beskrevs av William Harris Ashmead 1904.  Moranila comperei ingår i släktet Moranila och familjen puppglanssteklar. Inga underarter finns listade i Catalogue of Life.